# Leyton House CG901
La Leyton House CG901 è la vettura con cui la scuderia Leyton House March Racing Team corse la stagione 1990 del Campionato mondiale di Formula 1. Guidata da Maurício Gugelmin e da Ivan Capelli, la vettura si mise in luce soprattutto con il pilota italiano, che tenne il comando per lunga parte del Gran Premio di Francia concludendo secondo alle spalle di Alain Prost.

## Contesto
Con l'ingresso della Leyton House (nella figura di Akira Akagi) nella scuderia l'obiettivo era quello di riportare al successo il marchio March. 
Il progetto della monoposto non si discostava troppo da quello precedente, ma si rese necessario apportare alcune modifiche per porre rimedio ad alcune problematiche. La principale era quella derivante dal motore: negli ultimi posti in griglia si trovavano monoposto (come la Leyton House) con motori aspirati da 3500 cm³ decisamente meno potenti rispetto a quelli in dotazione alle scuderie di vertice. Nel tentativo di ridurre la grande differenza prestazionale, il progettista Adrian Newey decise di puntare su una monoposto che ritrovasse velocità attraverso una maggiore efficienza aerodinamica. 
La vettura del 1990, di conseguenza, era basata sul vecchio telaio il quale però era caratterizzato da una nuova aerodinamica decisamente più sofisticata: grossi interventi vennero effettuati soprattutto sull'ala anteriore, allo scopo di aumentare la deportanza, ma importanti furono anche gli accorgimenti inerenti l'abitacolo, che venne ristretto e compresso quanto più possibile. 
Tale scelta si rivelò però problematica per entrambi i piloti, che lamentarono difficoltà nell'utilizzo del cambio a causa dell'angusto spazio riservato al pilota.

## Stagione
La prima parte di stagione fu decisamente poco incoraggiante e fu segnata anche da una mancata qualificazione al Gran Premio del Messico. Il picco fu raggiunto nel Gran Premio di Francia, quando la CG901 di Ivan Capelli concluse al secondo posto dopo aver guidato per buona parte la gara e quella di Gugelmin fu costretta al ritiro mentre si trovava al secondo posto dietro a Capelli. Nonostante l'ottimo risultato, la scuderia non riuscì a trattenere Newey, il quale accettò l'offerta proveniente dalla Williams.

## Risultati in Formula 1
| Anno | Team         | Motore  | Gomme | Piloti   |     |    |     |     |    |    |     |     |     |     |   |     |     |     |     |     | Punti | Pos. |
| ---- | ------------ | ------- | ----- | -------- | --- | -- | --- | --- | -- | -- | --- | --- | --- | --- | - | --- | --- | --- | --- | --- | ----- | ---- |
| 1990 | Leyton House | Judd EV | G     | Gugelmin | 14  | NQ | Rit | NQ  | NQ | NQ | Rit | NP  | Rit | 8   | 6 | Rit | 12  | 8   | Rit | Rit | 7     | 7º   |
| 1990 | Leyton House | Judd EV | G     | Capelli  | Rit | NQ | Rit | Rit | 10 | NQ | 2   | Rit | 7   | Rit | 7 | Rit | Rit | Rit | Rit | Rit | 7     | 7º   |

| Legenda | 1º posto     | 2º posto | 3º posto    | A punti         | Senza punti/Non class.  | Grassetto – Pole position Corsivo – Giro più veloce |
| Legenda | Squalificato | Ritirato | Non partito | Non qualificato | Solo prove/Terzo pilota | Grassetto – Pole position Corsivo – Giro più veloce |